# FFAR

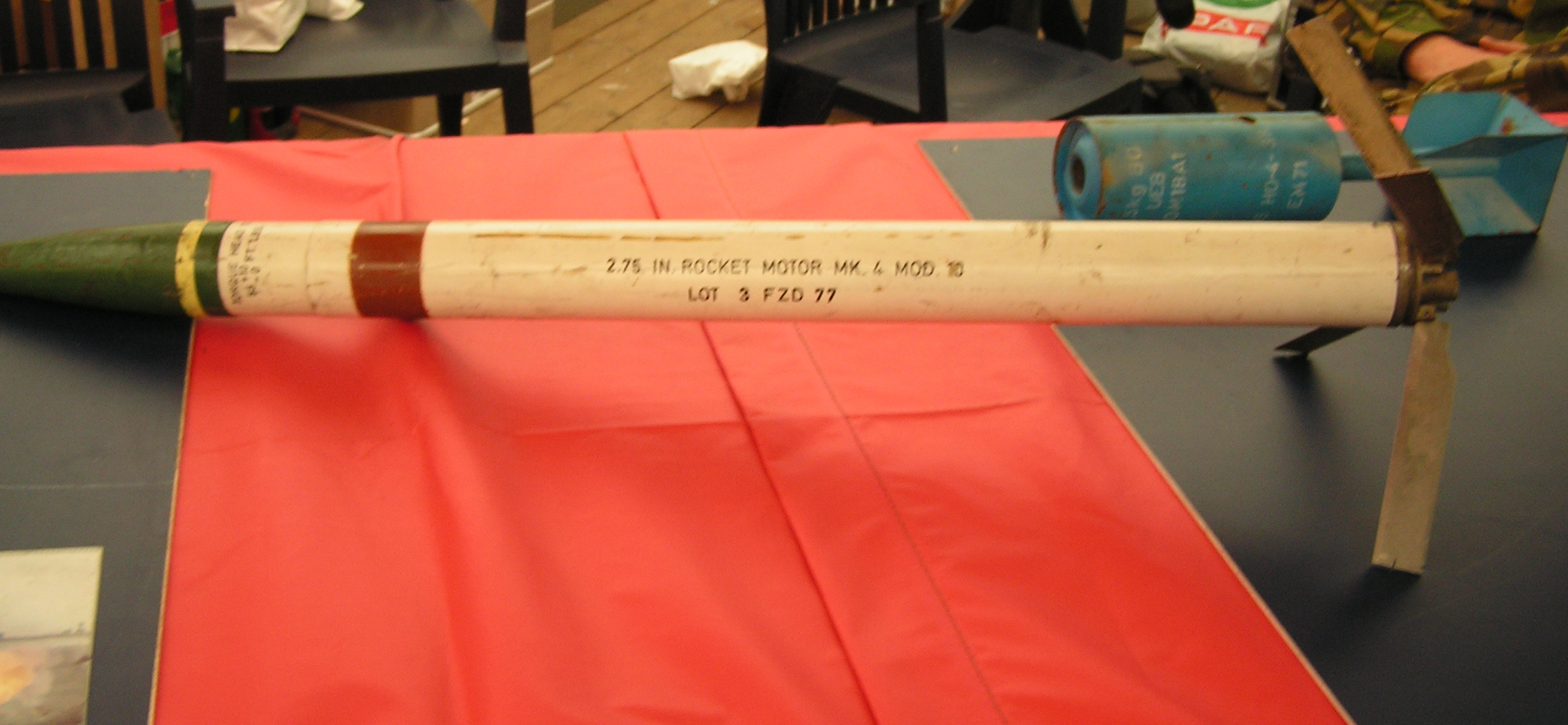
Cohete Mk 4 mod 10 siendo presentado en la Base Aérea Volkel.

El Mk 4 Folding-Fin Aerial Rocket (FFAR) (en castellano: Cohete Aéreo de Aletas Plegables) era un cohete no guiado de 2,75 pulgadas (70 mm) de diámetro comúnmente usada por aviones militares de Estados Unidos. Estaba diseñado como un arma aire-aire de mayor alcance y efectividad que las ametralladoras y los cañones automáticos para ser usado por un avión interceptor para derribar a los bombarderos enemigos. Más tarde fue desarrollado como un motor cohete modular para su uso en armas aire-tierra.

## Historia
El advenimiento de los motores de reacción para su uso tanto por caza como bombarderos supuso nuevos problemas para los interceptores. Con velocidades de acercamiento de 457 m/s (1.500 pies/s) o más para una intercepción frontal, la cantidad de tiempo disponible para que un piloto de caza pudiera apuntar exitosamente a un avión enemigo e infligir el suficiente daño para derribarlo era extremadamente pequeño. La experiencia de la combate durante la Segunda Guerra Mundial había mostrado que las ametralladoras de calibre 12,7 mm (.50) no eran lo suficientemente poderosas para derribar en forma confiable a un bombardero, ciertamente no con una sola ráfaga, y los cañones con municiones más pesadas, no tenían el alcance o la velocidad de disparo para asegurar un impacto. Los cohetes no guiados habían probado ser efectivos en tareas de ataque a tierra durante la guerra, y la Luftwaffe había demostrado que andanadas de su cohete pionero Werfer-Granate 21, usados contra los bombarderos de los Aliados, podían ser una potente arma aire-aire. 
El FFAR fue desarrollado a finales de la década de 1940 por el Naval Ordnance Test Center (NOTC) (en castellano: Centro de Pruebas de Artillería Naval) de la Armada de Estados Unidos y la North American Aviation, basado en el cohete alemán R4M (usado por el Messerschmitt Me-262 y otros aviones).
El FFAR Mk 4 original tenía aproximadamente 1,2 m (4 pies) de largo y pesaba 8,4 kg ( 18,5 libras) con una ojiva compuesta de alto poder explosivo de aproximadamente 2,7 kg (6 libras). Tenía cuatro aletas que se abrían en el lanzamiento para estabilizar mediante movimiento giratorio al cohete. Su alcance máximo efectivo era de aproximadamente 3.400 m (3,700 yardas). Debido a su baja precisión era generalmente disparado en andanadas, algunos aviones llevando inclusive hasta 104 cohetes.
Los FFAR eran el armamento principal de muchos aviones interceptores de la OTAN a principios de la década de 1950, incluyendo al F-86D, F-89, F-94C y al CF-100. También fueron llevados por el F-102 Delta Dagger para complementar a su armamento de misiles.

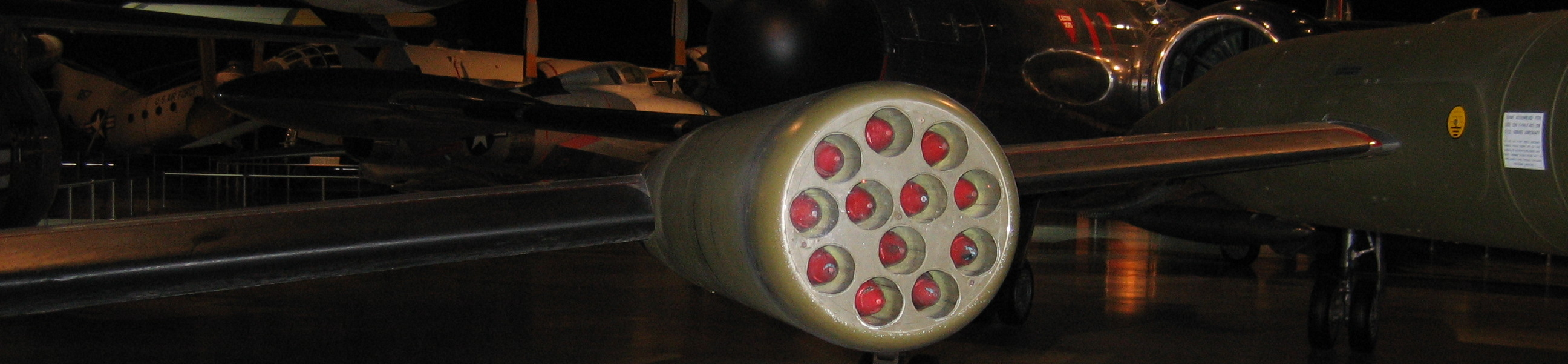
Lanzador de cohetes en el ala de un F-94C, sin su morro protector de fibra de vidrio.

El Mk 4 en servicio fue apodado como el "Mighty Mouse" (en castellano: Súper Ratón), por un popular personaje animado de la época.
El Súper Ratón probó ser una pobre arma aérea. Aunque era lo suficientemente poderosa para destruir a un bombardero con un solo impacto, su precisión era muy mala. Su tasa de rotación no era lo suficientemente alta para compensar los efectos del viento y la caída por efecto de la gravedad terrestre, y los cohetes se dispersaban ampliamente al ser lanzados: una andanada de 24 cohetes podía cubrir el área del tamaño de un campo de fútbol americano.
Como un resultado, hacia finales de la década de 1950 había sido abandonado casi completamente como un arma aérea en favor de los misiles aire-aire cuando estos estuvieron disponibles. En cambio el Mk4 encontró otros usos como una arma aire-tierra, particularmente para una nueva clase de helicópteros armados. Una andanada de FFAR era tan devastadora como el disparo de un cañón pero con mucho menos peso y retroceso, y en su rol aire-tierra su precisión a larga distancia marginal era menos importante. Fue equipado con un motor más potente para convertirse en el Mk 40. El Mk 40 era un motor universal desarrollado a partir del FFAR Mk 4 de 70 mm (2,75 pulgadas), que podía ser equipado con diferentes ojivas dependiendo de la misión. Fueron creados  lanzadores (en inglés: Pod) (normalmente llevando 7 o 19 cohetes) para varias aplicaciones, y una amplia variedad de ojivas especializadas fueron desarrolladas para uso antipersona, antitanque y marcadores de blanco.
Se estudió la sustitución del FFAR por el AGR-14 ZAP. No obstante, el FFAR ha sido desarrollado en la serie Hydra 70 más moderna, que se encuentra en servicio.

## Lanzadores estadounidenses del  Mk 40 FFAR
Estados Unidos era el principal usuario de este tipo de armas y desarrolló una cantidad de diferentes lanzadores para estos. Los lanzadores iniciales se diseñaron como un elemento descartable por parte del avión lanzador, ya sea en vuelo o en tierra después de terminar la misión. Con el advenimiento del helicóptero armado, la necesidad de lanzadores que fueran reutilizables se hizo patente. Aunque el cohete fue desarrollado inicialmente por la Armada de Estados Unidos, la Fuerza Aérea de Estados Unidos y más tarde el Ejército de Estados Unidos tuvo mayor responsabilidad en el desarrollo de los lanzadores de cohetes para todos los servicios. Estos contenedores son como sigue:
- Lanzadores designados bajo el sistema de la Fuerza Aérea de Estados Unidos:

| Designación | Descripción |
| ----------- | --- |
| LAU-3/A     | lanzador de cohetes con 19 tubos de 70 mm (2.75”)                                                                                           |
| LAU-3A/A    | variante del LAU-3/A; diferencias desconocidas                                                                                              |
| LAU-3B/A    | variante del LAU-3A/A; diferencias desconocidas; XM159 del Ejército de Estados Unidos                                                       |
| LAU-3C/A    | variante del LAU-3B/A; posibilidad de disparar por ráfagas o en forma unitaria                                                              |
| LAU-3D/A    | variante del LAU-3C/A; diferencias desconocidas                                                                                             |
| LAU-32/A    | lanzador de cohetes con 7 tubos de 70 mm (2.75”)                                                                                            |
| LAU-32A/A   | variante del LAU-32/A; diferencias desconocidas; XM157A del Ejército de Estados Unidos                                                      |
| LAU-32B/A   | variante del LAU-32A/A; diferencias desconocidas                                                                                            |
| LAU-49/A    | lanzador de cohetes con 7 tubos de 70 mm (2.75”)                                                                                            |
| LAU-51/A    | lanzador de cohetes con 19 tubos de 70 mm (2.75”)                                                                                           |
| LAU-59/A    | lanzador de cohetes con 7 tubos de 70 mm (2.75”)                                                                                            |
| LAU-60/A    | lanzador de cohetes con 19 tubos de 70 mm (2.75”); similar a la serie LAU-3/A excepto en la posición del dispositivo de seguridad de tierra |
| LAU-61/A    | lanzador de cohete con 19 tubos de 70 mm (2.75”); M159A1 del Ejército de Estados Unidos                                                     |
| LAU-61A/A   | variante del LAU-61/A; diferencias desconocidas                                                                                             |
| LAU-61B/A   | variante del LAU-61A/A; diferencias desconocidas                                                                                            |
| LAU-68/A    | lanzador de cohetes con 7 tubos de 70 mm (2.75”); M158A1 del Ejército de Estados Unidos                                                     |
| LAU-68A/A   | variante del LAU-68/A; diferencias desconocidas                                                                                             |
| LAU-68B/A   | variante del LAU-68A/A; diferencias desconocidas                                                                                            |
| LAU-68C/A   | variante del LAU-68/A; diferencias desconocidas                                                                                             |
| LAU-69/A    | lanzador de cohetes con 19 tubos de 70 mm (2.75”); M200A1 del Ejército de Estados Unidos                                                    |

- Lanzadores designados bajo el sistema del Ejército de Estados Unidos:

| Designación | Descripción |
| ----------- | --- |
| XM141       | Lanzador, Cohete de 2.75-inch (70 mm), Siete-Tubos, Recargable, Reutilizable; lanzador de cohetes con 7 tubos de 70 mm (2.75”)                                    |
| XM157A      | lanzador de cohetes con 7 tubos de 70 mm (2.75”); no compatible con el motor de cohete Mk 66; USAF (siglas en inglés de Fuerza Aérea de Estados Unidos) LAU-32A/A |
| XM157B      | variante del XM157A; tubos de lanzamiento más largos, capaz de montar un dispensador XM118                                                                        |
| XM158/M158  | Lanzador, Cohete de 2.75-inch (70 mm), Siete-Tubos, Recargable, Reusable, Reparable; lanzador de cohetes con 7 tubos de 70 mm (2.75”)                             |
| M158A1      | variante del M158; montaje trasero modificado; USAF LAU-68/A |
| XM159       | Lanzador, Cohete de 2.75-inch (70 mm) FFAR, 19-Tubos, Recargable, Reusable, No Reparable; lanzador de cohetes con 19 tubos de 70 mm (2.75”); USAF LAU-3B/A        |
| XM159B/C    | variantes del XM159; diferencias desconocidas |
| M159        | lanzador de cohetes con 19 tubos de 70 mm (2.75”); estandarización de tipo del XM159, variante desconocida                                                        |
| M159A1      | variante del M159; diferencias desconocidas; USAF LAU-61/A |
| XM200/M200  | lanzador de cohetes con 19 tubos de 70 mm (2.75”) |
| M200A1      | variante del M200; diferencias desconocidas; USAF LAU-69/A |
| MA-2A       | lanzador de cohetes con 2 tubos |

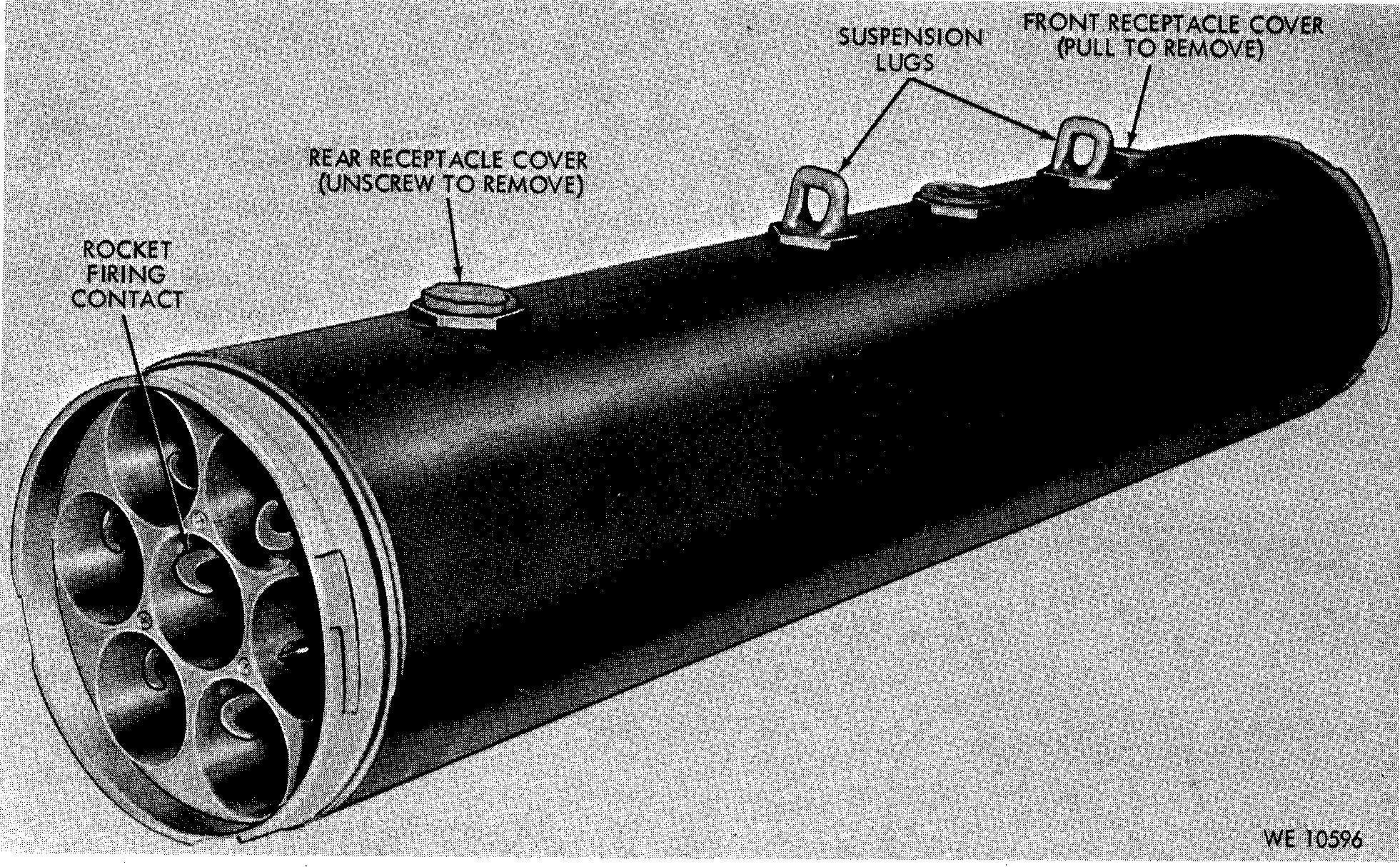
Lanzador del cohete XM157.

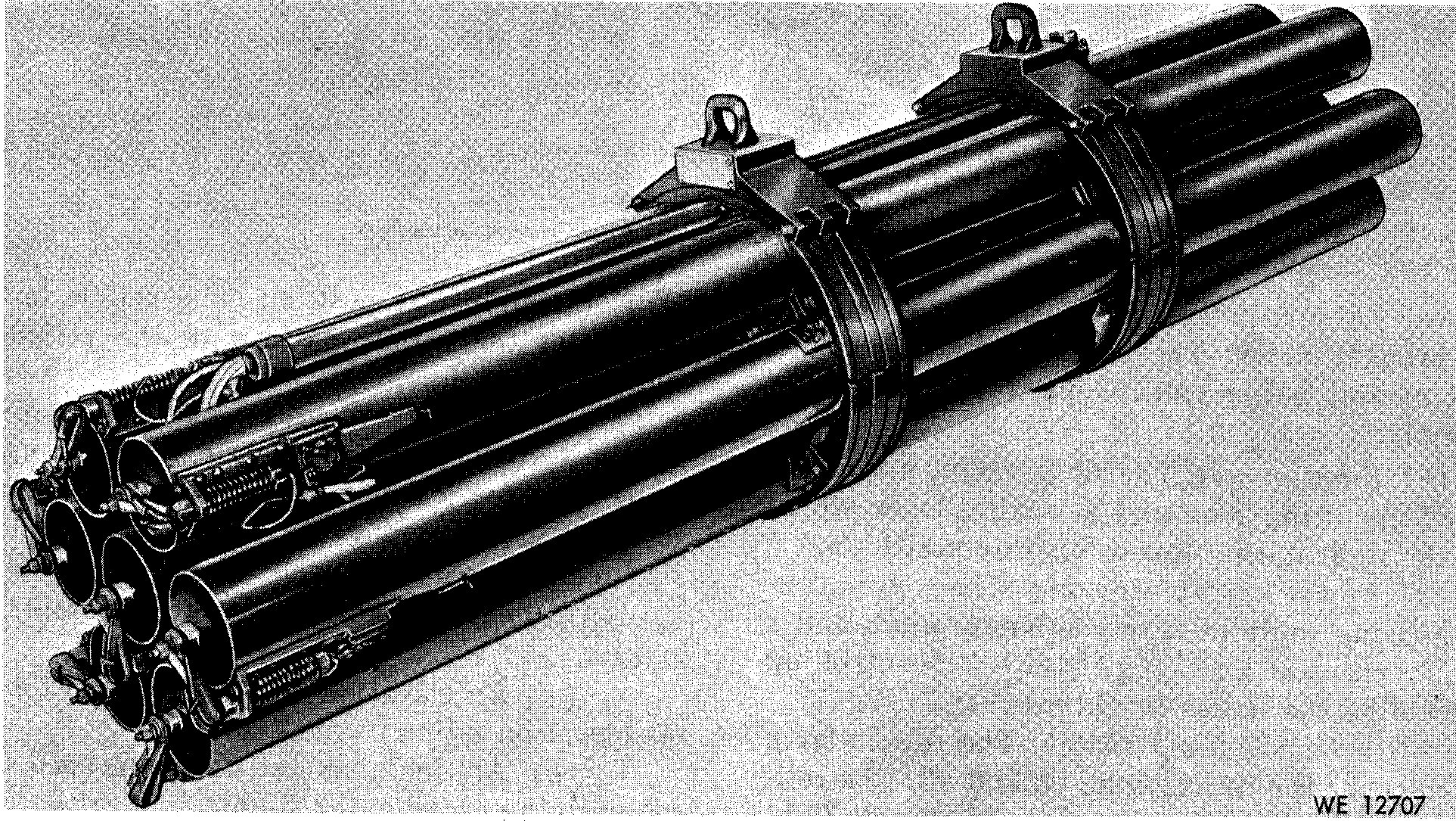
Lanzador del cohete XM158.

Inicialmente los helicópteros artillados UH-1B/UH-1C tenían el subsistema XM-3 que usaba lanzadores rectangulares de 24 proyectiles pareados montados cerca del borde trasero de las puertas laterales. Estos contenedores se podían recargar en tierra y eran partes semipermanentes del aparato. El punto de montaje había sido usado para montar aguilones para 3 lanzadores de SS-11 a cada lado del aparato para ser usados en misiones antitanques. El copiloto tenía una mira montada en el techo y una caja de control para dispararlos. Más tarde los aparatos UH-1C y D tenían un montaje a cada lado para llevar una contenedor de 7 proyectiles junto con unas ametralladoras M-60D. Algunos llevaban ametralladoras rotativas M-134 con 3.000 proyectiles en vez de las ametralladores M60, aunque estos aparatos eran normalmente usados por unidades de Caballería Aérea, y no por las unidades de Artillería Aérea de Cohetes (en inglés: Aerial Rocket Artillery, ARA).
También varios tipos de lanzadores terrestres usando contenedores descartados por los aviones fueron usados para la defensa de base de apoyo por fuego (en inglés: Fire support base). Un contenedor remolcado de 6 x 19 proyectiles llamado Slammer fue probado para apoyo de la infantería aerotransportada. El alcance era de aproximadamente 7.000 metros usando cohetes de la familia Hydra 70.

## Ojivas para el motor Mk 40
Con el desarrollo del motor universal Mk 40 Mod 0 llegó el desarrollo de una considerable cantidad de diferentes ojivas, así como, muchas diferentes opciones de espoletas. Una lista de estas ojivas desarrolladas antes del reemplazo del motor Mk 40 con el motor Mk 66 es como sigue:

### Opciones de espoletas
| # | Designación      | Descripción                                      |
| - | ---------------- | ------------------------------------------------ |
| 1 | M423             | Detonación instantánea                           |
| 2 | XM438/M438       | Detonación instantánea                           |
| 3 | Mk 352 Mod 0/1/2 | Detonación instantánea                           |
| 4 | M429             | Proximidad detonación aérea                      |
| 5 | M442             | Detonación aérea, Agotamiento de motor retrasado |
| 6 | Model 113A       | Detonación aérea, Agotamiento de motor retrasado |

### Ojivas militares estadounidenses
| Designación | Descripción                                                                        | Opciones de espoleta                                  |
| ----------- | ---------------------------------------------------------------------------------- | ----------------------------------------------------- |
| XM80        | Ojiva con submuniciones con 32 contenedores XM100 CS                               | Desconocido, se cree que tienen una espoleta integral |
| XM99        | Ojiva con submuniciones con 32 contenedores XM100 CS; XM80 simplificado            | Desconocido, se cree que tienen una espoleta integral |
| M151        | Alto poder explosivo                                                               | 1,3,4,5                                               |
| M152        | Alto poder explosivo con marcador de humo rojo                                     | 1,3,4,5                                               |
| M153        | Alto poder explosivo con marcador de humo amarillo                                 | 1,3,4,5                                               |
| M156        | Fósforo blanco                                                                     | 1,3,4,5                                               |
| XM157       | Humo rojo; compuesto desconocido                                                   | 1,3,4,5                                               |
| XM158       | Humo amarillo; compuesto desconocido                                               | 1,3,4,5                                               |
| M247        | Alto poder Explosivo Antitanque (HEAT)/Alto poder Explosivo Doble Propósito (HEDP) | 2 (integrada en la ojiva)                             |
| M257        | Iluminación con paracaídas                                                         | 5 (integrada con la ojiva)                            |
| Mk 67 Mod 0 | Fósforo blanco (WP)                                                                | 1,3,4,5                                               |
| Mk 67 Mod 1 | Fósforo rojo (RP)                                                                  | 1,3,4,5                                               |
| WDU-4/A     | Ojiva APERS con una cantidad desconocida de flechettes de peso desconocido         | 11 (integrada con la ojiva)                           |